# Paul Epworth
Paul Epworth (Londra, 25 luglio 1974) è un produttore discografico, cantautore e musicista inglese.
Nel corso della sua carriera ha collaborato come produttore, musicista o autore con tantissimi gruppi o artisti, tra cui Adele, Florence and the Machine, Cee Lo Green, Foster the People, Bruno Mars, Paul McCartney, Coldplay, Primal Scream, The Rapture, Kate Nash, Crystal Castles, Plan B, Maxïmo Park, Friendly Fires, U2, Mumford & Sons, Glass Animals e altri.
Nell'ambito dei Premi Oscar 2013 ha vinto il Premio Oscar nella categoria migliore canzone (condiviso con Adele) per il brano Skyfall, inserito nel film Skyfall. Con lo stesso brano ha vinto il Golden Globe 2013 nella medesima categoria.
Nel 2012 ha trionfato ai Grammy Awards 2012 in quattro categorie: "album dell'anno" (21 di Adele), "produttore dell'anno", "canzone dell'anno" e "registrazione dell'anno" (Rolling in the Deep).